# Boarmia pagana
Boarmia pagana är en fjärilsart som beskrevs av Paul Dognin 1895. Boarmia pagana ingår i släktet Boarmia och familjen mätare. Inga underarter finns listade i Catalogue of Life.